# Vöröshátú földirigó
A vöröshátú földirigó (Geokichla erythronota)  a madarak osztályának verébalakúak (Passeriformes) rendjébe és a rigófélék (Turdidae) családjába tartozó faj.

## Rendszerezése
A fajt Philip Lutley Sclater angol ornitológus írta le 1859-ben, a Geocichla nembe Geocichla erythronota néven. Sorolták a Zoothera nembe Zoothera erythronota néven is.

## Alfajai
- Geokichla erythronota erythronota (P. L. Sclater, 1859) - Celebesz
- Geokichla erythronota kabaena (Robinson-Dean, Willmott, Catterall, Kelly, Whittington, Phalan, Marples & Boeadi, 2002) - Buton és Kabaena szigetek  [2]

## Előfordulása
Indonéziához tartozó Celebesz, valamint a közeli Buton és Kabaena szigetén honos. Természetes élőhelyei a szubtrópusi vagy trópusi síkvidéki esőerdők és cserjések, folyók és patakok környékén, valamint ültetvények. Állandó, nem vonuló faj.

## Megjelenése
Testhossza 20 centiméter, testtömege 52-61 gramm.
|  |

## Természetvédelmi helyzete
Az elterjedési területe nagyon nagy, de csökken, egyedszáma is nagy, de szintén csökken. A Természetvédelmi Világszövetség Vörös listáján mérsékelten fenyegetett fajként szerepel.